# غراهام مكينتوش
غراهام مكينتوش (بالإنجليزية: Graham McIntosh)‏ هو فلاح وسياسي جنوب أفريقي، ولد في 18 يناير 1944 ببريتوريا في جنوب أفريقيا. حزبياً، نشط في حزب الاتحاد ‏.

## روابط خارجية
- غراهام مكينتوش على موقع اتحاد ألعاب الكومنولث (مؤرشف) (الإنجليزية)